# آنا منی
آنا منی (انگلیسی: Anna Mani؛ زاده ۲۳ اوت ۱۹۱۸ - درگذشته ۱۶ اوت ۲۰۰۱) یک هواشناس و فیزیک‌دان اهل هند بود.